# مطار شنيانغ تاوكسيان الدولي
مطار شنيانغ الدولي (بالإنجليزية: Shenyang Taoxian International Airport)‏ (إياتا: SHE، إيكاو: ZYTX) يقع في مدينة شنيانغ في جمهورية الصين الشعبية. يقع على بعد حوالي 20 كم (12 ميل) جنوب وسط المدينة في منطقة هونان. هو مركز لخطوط جنوب الصين الجوية وهي المطار 23 الأكثر ازدحامًا في الصين بتعامله مع 19,027,398 مسافرًا اعتبارًا من عام 2018.
صنف مطار شنيانغ الدولي في المرتبة التاسعة عشر في الصين من حيث عدد الركاب عام 2011 وفقًا لإدارة الطيران المدني في الصين، حيث تعامل مع 10,231,185 راكب، وبلغ إجمالي حركة الطائرات (القادمة والمغادرة) 77,866 طائرة وقد بلغت كمية البضائع المنقولة عبر المطار 133,904 طن.

## شركات الطيران والوجهات

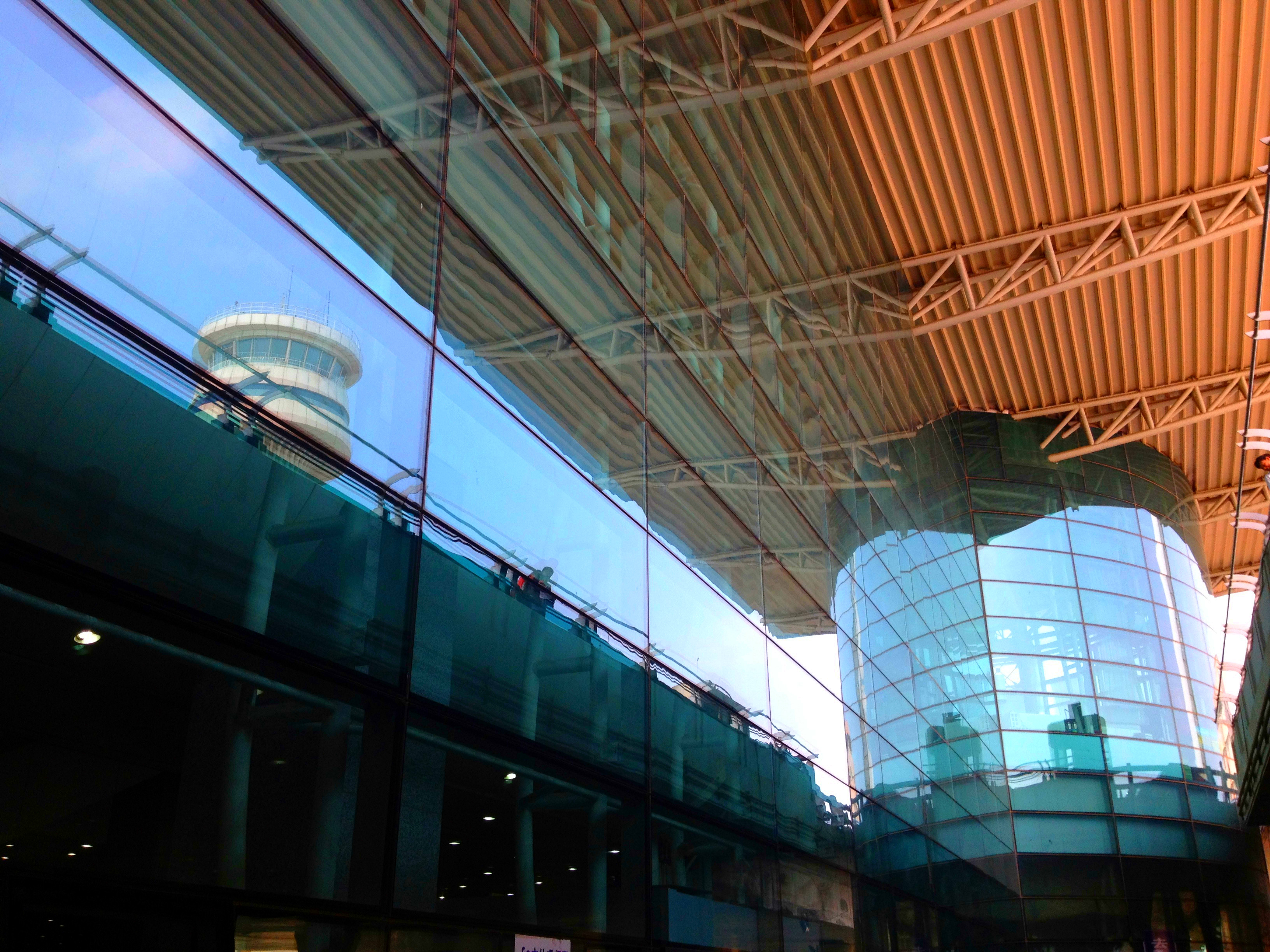
واجهة المطار

| شركـات طيـران            | الوجهات |
| ------------------------ | --- |
| 9 Air                    | مطار قوانغتشو باييون الدولي، مطار قوييانغ لونغدونغابو الدولي، مطار نينغبو ليش الدولي، مطار سنن شوفانغ الدولي، مطار تشنغتشو الدولي |
| Air Chang'an             | مطار شيان شيانيانغ الدولي |
| طيران الصين              | مطار بكين العاصمة الدولي، مطار بكين داشينغ الدولي، مطار تشنغدو شوانغليو الدولي، مطار تشنغدو تيانفو الدولي، مطار تشونغتشينغ جيانغبى الدولي، مطار هوهوت بايتا الدولي، مطار كونمينغ جانغشوي الدولي، مطار تيانجين الدولي، مطار ووهان تيانهي الدولي، مطار يونتشنغ قوانقونغ |
| Air Guilin               | مطار قويلين يانغ جيانغ الدولي، مطار قوييانغ لونغدونغابو الدولي، مطار تانغشان سانوهي، مطار يانتاي بينجلاي الدولي |
| طيران كوريو              | مطار سونان الدولي |
| Air Travel ‏              | مطار تشانغشا هوانغوا الدولي، مطار تشانغتشي وانغشون، مطار قويلين يانغ جيانغ الدولي، مطار كونمينغ جانغشوي الدولي، مطار يانتاي بينجلاي الدولي |
| خطوط آسيانا الجوية       | Busan |
| خطوط العاصمة بكين الجوية | مطار باوتو يرليبان، مطار فوتشو تشانغله الدولي، مطار هايكو ميلان الدولي، مطار هينغيانغ نانيوي، Heze، مطار كونمينغ جانغشوي الدولي، مطار لانتشو تشونغ تشوان، مطار ساني ليجيانغ، مطار ليني شوبولينغ، مطار نينغبو ليش الدولي، مطار غينغادو جياودونغ الدولي، مطار سانيا فينيكس الدولي، مطار شيجياتشوانغ تشنغدينغ الدولي، مطار ووهان تيانهي الدولي، مطار سوزهو جوانين |
| Chengdu Airlines         | مطار باوتو يرليبان، مطار فوتشنغ بيهاي، مطار تشانغشا هوانغوا الدولي، مطار تشنغدو تيانفو الدولي، مطار فوتشو تشانغله الدولي، مطار قوييانغ لونغدونغابو الدولي، مطار جينينغ كوفو، Lianyungang، مطار سانيا فينيكس الدولي، مطار ووهان تيانهي الدولي، مطار نانيانغ يانتشنغ، مطار تشنغتشو الدولي |
| خطوط شرق الصين الجوية    | مطار تشانغتشو بيننو، مطار تشنغدو شوانغليو الدولي، مطار هانغتشو شياوشان الدولي، مطار حيفي شينكياو الدولي، مطار هوايان ليانشوي، مطار كونمينغ جانغشوي الدولي، مطار نانتشانغ تشانغبى الدولي، مطار نانجينغ الدولي، مطار نينغبو ليش الدولي، مطار اوردوس إيجين هورو، مطار غينغادو جياودونغ الدولي، مطار غيونغهاي بواو، مطار شانغهاي هونغكياو الدولي، مطار شانغهاي بودنغ الدولي، مطار تينغشونغ توفينغ، مطار ووهان تيانهي الدولي، مطار سنن شوفانغ الدولي، مطار شيان شيانيانغ الدولي، مطار شينينغ الدولي، مطار تشيانغ مينغانغ، مطار نانيانغ يانتشنغ، مطار ينتشوان هيدونج الدولي، Zhanjiang |
| طيران الصين اكسبرس       | مطار تشونغتشينغ جيانغبى الدولي، مطار هوهوت بايتا الدولي، Holingol، مطار أولانهوت، Wuhu |
| خطوط جنوب الصين الجوية   | مطار سوفارنابومي الدولي، مطار باوتو يرليبان، مطار بكين داشينغ الدولي، Busan، مطار تشانغشا هوانغوا الدولي، مطار تشنغدو شوانغليو الدولي، مطار تشونغتشينغ جيانغبى الدولي، مطار داتشينغ سارتو، مطار داتونغ يونغانغ، مطار قوانغتشو باييون الدولي، مطار قويلين يانغ جيانغ الدولي، مطار قوييانغ لونغدونغابو الدولي، مطار هايكو ميلان الدولي، مطار هانغتشو شياوشان الدولي، مطار حيفي شينكياو الدولي، مطار هوهوت بايتا الدولي، مطار هونغ كونغ الدولي، مطار جييانغ شاوشان، مطار جينان الدولي، مطار جيشي شينغايهو، مطار كونمينغ جانغشوي الدولي، مطار لانتشو تشونغ تشوان، مطار لوس أنجلوس الدولي، مطار مودانجيانغ هايلانغ، مطار تشوبو سنتراير الدولي، مطار نانجينغ الدولي، مطار نانينغ وشو الدولي، مطار كانساي الدولي، مطار غينغادو جياودونغ الدولي، مطار ريتشاو، مطار سان فرانسيسكو الدولي، مطار سانيا فينيكس الدولي، مطار إنتشون الدولي، مطار شانغهاي بودنغ الدولي، مطار شينزين باوان الدولي، مطار تايوان تاويوان الدولي، مطار ناريتا الدولي، مطار أورومتشي الدولي، مطار ووهان تيانهي الدولي، مطار شيامن قاوتشي الدولي، مطار شيان شيانيانغ الدولي، مطار شينينغ الدولي، Yan'an، مطار ييتشون ليندو، مطار ييوو، مطار تشنغتشو الدولي، مطار تشوهاى جينوان موسمي: Vladivostok |
| Donghai Airlines         | مطار شينزين باوان الدولي، مطار تشوشان بوتوشان |
| غارودا إندونيسيا         | عارض: مطار نغوراه راي الدولي |
| خطوط هاينان الجوية       | مطار تشانغشا هوانغوا الدولي، مطار قوانغتشو باييون الدولي، مطار هايكو ميلان الدولي، مطار هانغتشو شياوشان الدولي، مطار حيفي شينكياو الدولي، مطار جينان الدولي، مطار سانيا فينيكس الدولي، مطار شينزين باوان الدولي، مطار أورومتشي الدولي، مطار يفانغ نانيوان، مطار ووهان تيانهي الدولي، مطار شيامن قاوتشي الدولي، مطار شيان شيانيانغ الدولي |
| Hebei Airlines           | مطار تشانغشا هوانغوا الدولي، مطار تشونغتشينغ جيانغبى الدولي، مطار قوييانغ لونغدونغابو الدولي، مطار هايكو ميلان الدولي، مطار جييانغ شاوشان، مطار غيونغهاي بواو، مطار شيجياتشوانغ تشنغدينغ الدولي |
| IrAero                   | عارض: Irkutsk |
| Jiangxi Air              | مطار هانغتشو شياوشان الدولي، مطار جينان الدولي، مطار نانتشانغ تشانغبى الدولي |
| خطوط جونياو الجوية       | مطار نانجينغ الدولي، مطار شانغهاي بودنغ الدولي |
| كوريا للطيران            | مطار إنتشون الدولي |
| Lanmei Airlines          | Sihanoukville |
| طيران لونج               | مطار تشنغدو تيانفو الدولي، مطار جينغقانغشان، مطار ليني شوبولينغ، مطار نينغبو ليش الدولي، مطار تاييوان وسو الدولي، مطار يهاي داسهويبو، مطار ونزهو يونجقيانج الدولي، مطار سوزهو جوانين |
| خطوط لاكي الجوية         | مطار كونمينغ جانغشوي الدولي، مطار شيشوانغباننا غاسا |
| لوفتهانزا                | مطار فرانكفورت |
| خطوط ماندارين الجوية     | مطار تايوان تاويوان الدولي |
| خطوط طيران أوكاي         | مطار تشانغشا هوانغوا الدولي، مطار غينغادو جياودونغ الدولي، مطار تاييوان وسو الدولي |
| Qingdao Airlines         | مطار تشونغتشينغ جيانغبى الدولي، مطار قوييانغ لونغدونغابو الدولي، مطار لينفين ياودو، مطار لويانغ الدولي، مطار نانينغ وشو الدولي، مطار غينغادو جياودونغ الدولي، مطار يانغزهو تايزهو |
| Ruili Airlines           | مطار فوتشو تشانغله الدولي، مطار هوهوت بايتا الدولي، Holingol، مطار كونمينغ جانغشوي الدولي، مطار لانتشو تشونغ تشوان، Lianyungang، مطار ديهونغ مانغشي، مطار نانتونغ شينغ دونغ، Sihanoukville، مطار ووهان تيانهي الدولي، مطار سنن شوفانغ الدولي، مطار شيان شيانيانغ الدولي، مطار زوني شينزهو |
| سكوت للطيران             | مطار شانغي سنغافورة |
| خطوط شاندونغ الجوية      | مطار تشونغتشينغ جيانغبى الدولي، مطار دونغينغ شنغلي، مطار جياموسي دونغاجياو، مطار جينان الدولي، مطار كونمينغ جانغشوي الدولي، مطار غينغادو جياودونغ الدولي، مطار شينزين باوان الدولي، مطار شيامن قاوتشي الدولي، مطار سوزهو جوانين، مطار يانتاي بينجلاي الدولي |
| خطوط شانغهاي الجوية      | مطار جينينغ كوفو، مطار شانغهاي هونغكياو الدولي، مطار شانغهاي بودنغ الدولي، مطار يهاي داسهويبو، مطار ونزهو يونجقيانج الدولي |
| خطوط شينزين الجوية       | مطار تشانغشا هوانغوا الدولي، مطار تشانغتشو بيننو، مطار فوتشو تشانغله الدولي، مطار قوانغتشو باييون الدولي، مطار قويلين يانغ جيانغ الدولي، مطار قوييانغ لونغدونغابو الدولي، مطار هايكو ميلان الدولي، مطار حيفي شينكياو الدولي، مطار هوهوت بايتا الدولي، مطار هويزهو بينجتان، مطار ليني شوبولينغ، مطار نانتشانغ تشانغبى الدولي، مطار نانجينغ الدولي، مطار نانينغ وشو الدولي، مطار نانتونغ شينغ دونغ، مطار غيونغهاي بواو، مطار جينجيانغ تشيوانتشو، مطار سانيا فينيكس الدولي، مطار شانغهاي بودنغ الدولي، مطار شينينغ الدولي، مطار شينزين باوان الدولي، مطار تايوان تاويوان الدولي، مطار ونزهو يونجقيانج الدولي، مطار ووهان تيانهي الدولي، مطار سنن شوفانغ الدولي، مطار شيامن قاوتشي الدولي، مطار شيان شيانيانغ الدولي، مطار شانغينغ ليوجي، مطار يانغزهو تايزهو، مطار يانتاي بينجلاي الدولي، مطار تشنغتشو الدولي، مطار تشوهاى جينوان |
| خطوط سيتشوان الجوية      | مطار تشنغدو شوانغليو الدولي، مطار تشنغدو تيانفو الدولي، مطار تشونغتشينغ جيانغبى الدولي، مطار كونمينغ جانغشوي الدولي، مطار نينغبو ليش الدولي، مطار سانيا فينيكس الدولي، مطار تاييوان وسو الدولي، مطار فانكوفر الدولي، مطار سوزهو جوانين |
| Sky Angkor Airlines      | عارض: Siem Reap ‏ |
| سبرينغ (شركة طيران)      | مطار فوتشنغ بيهاي، مطار تشانغتشو بيننو، مطار تشونغتشينغ جيانغبى الدولي، مطار فوتشو تشانغله الدولي، مطار هاندان، مطار هانغتشو شياوشان الدولي، مطار حيفي شينكياو الدولي، مطار جيجو الدولي، مطار جييانغ شاوشان، مطار جينان الدولي، مطار لانتشو تشونغ تشوان، مطار ليني شوبولينغ، مطار لويانغ الدولي، مطار ميانيانغ نانيجو، مطار نانتشانغ تشانغبى الدولي، مطار نانجينغ الدولي، مطار نينغبو ليش الدولي، مطار كانساي الدولي، مطار سانيا فينيكس الدولي، مطار إنتشون الدولي، مطار شانغهاي بودنغ الدولي، مطار شياويانغ واغانغ، مطار شينزين باوان الدولي، مطار شيجياتشوانغ تشنغدينغ الدولي، مطار يهاي داسهويبو، Wuhu، مطار شيامن قاوتشي الدولي، مطار شيان شيانيانغ الدولي، مطار يانغزهو تايزهو، Zhanjiang، مطار تشنغتشو الدولي، مطار تشوهاى جينوان |
| خطوط تيانجين الجوية      | مطار تشيفنغ يولونغ، مطار إيرينهوت سايوسو الدولي، مطار شيان شيانيانغ الدولي، مطار يولين يو يانغ |
| طيران التبت              | مطار تشنغدو شوانغليو الدولي، مطار قوييانغ لونغدونغابو الدولي، مطار لاسا الدولي، مطار تشنغتشو الدولي |
| T'way Air                | مطار إنتشون الدولي |
| Uni Air                  | مطار تايوان تاويوان الدولي |
| الخطوط الجوية الفيتنامية | عارض: مطار كام رانه الدولي، مطار نوي باي الدولي |
| West Air ‏                | مطار تشونغتشينغ جيانغبى الدولي، مطار ريتشاو، مطار تشنغتشو الدولي |
| خطوط زيامن الجوية        | مطار تشانغشا هوانغوا الدولي، مطار فوتشو تشانغله الدولي، مطار هانغتشو شياوشان الدولي، مطار هوايان ليانشوي، مطار غينغادو جياودونغ الدولي، مطار جينجيانغ تشيوانتشو، مطار شينزين باوان الدولي، مطار شيامن قاوتشي الدولي |